# Maréchal, nous voilà!
Maréchal, nous voilà was het volkslied van Vichy-Frankrijk ten tijde van het bewind van Pétain.

## Brongebruik in strofes en melodie
Hoewel het lied officieel in het jaar 1940 geschreven werd, hadden de schrijvers André Montagard (1888-1963) en Charles Courtioux een loflied uit 1937 van de Tour de France geplagieerd, dat geschreven was door de Frans-Joodse componist Casimir Oberfeld; deze werd in 1945 in Auschwitz vermoord.
De titel Voilà le Tour qui passe ('Zie de Tour voorbijkomen') werd veranderd in Maréchal, nous voilà ('Hier zijn wij, maarschalk'); de eerste zin luidde in het origineel Attention, les voilà! les coureurs, les géants de la route ('Let op, daar zijn ze, de wielrenners, de giganten van de weg').

## Historische betekenis
De Marseillaise bleef tijdens de Tweede Wereldoorlog het officiële volkslied van Frankrijk, maar het werd wel altijd in combinatie gezongen met 'Maréchal', uitsluitend in bezet gebied uiteraard. Maréchal, nous voilà werd in niet-bezet gebied alleen verspreid door fascistische pro-Pétainbrochures en via andere propaganda zoals de radio.